# Lyons (Oregon)
Lyons – miasto w Stanach Zjednoczonych, w stanie Oregon, w hrabstwie Linn.